# Boskowiny
Boskowiny – część wsi Makoszyn w Polsce, położona w województwie świętokrzyskim, w powiecie kieleckim, w gminie Bieliny.
W latach 1975–1998 Boskowiny administracyjnie należały do województwa kieleckiego.